# 疋田陰流
疋田陰流（ひきたかげりゅう）とは、上泉信綱（上泉伊勢守）の甥ともいわれる疋田景兼の系統の新陰流の通称、もしくは疋田景兼の門人（あるいは孫弟子）の山田浮月斎が立てた流派。

## 山田浮月斎の疋田陰流
山田浮月斎が立てた疋田陰流について記載する。疋田陰流について、日夏弥助『本朝武芸小伝』（正徳４年、1714）では「弟子では山田浮月斎・寺沢半平が傑出する、今では疋田陰流と号する」としている。後の武術流祖録等でもこれに準じている。三上元龍の『撃剣叢談』では疋田陰流について疋田豊五郎の弟子山田浮月斎が新たに立てた流派として、疋田景兼とその弟子達の流派は新陰流として区別している。熊本に伝わった疋田豊五郎系統の新陰流を学んだ富永堅吾は剣道五百年史の疋田陰流の項で「流儀の疋田陰流というのは、疋田の門弟山田浮月斎から唱え始めたという説があるが、疋田が自らその流名を名乗ったのではない。それはかれの伝書が新陰流になって居り、又彼の高弟上野左右馬助の如きも、新陰流を称えて居たことを以ても知られる。多くの例に洩れず、門人や世人によって称えなしたものである。」としている。流派の伝承地、継承者については知られていない。

## 疋田豊五郎の新陰流
疋田景兼が伝えた武術は剣術を中心とし、槍術や薙刀術などの長柄の武器術を含んでいた。疋田景兼は新陰流、新陰之流を名乗っていた。
多くは剣術のみを伝えたが、猪多重良の系統では疋田流、新陰疋田流と流名を名乗り、槍術や薙刀術等で有名となった。流派名は新陰之流、新陰流、疋田豊五郎流、疋田流、匹田流などとも。流派の系譜では多くの場合、上泉信綱の師と言われる愛洲移香を元祖としているため愛洲陰流、愛洲新陰流、愛洲神陰流と名乗った系統もある。
西日本で多く伝承されたようで、剣道五百年史では小田切一雲の剣術説を引用し「「挽田は西国筋に住居し、その流派はびこりて品々別れ、種々の流の名あり。」とあるが、疋田の流儀は西国方面に広く拡まったものである。」とある。記録を見ると岡山近辺や岩国、広島、鳥取など中国地方、福岡、柳河、佐賀、熊本など九州地方などを中心に伝わっていたようである。また、関東にも末流は伝わったようで、江戸で愛洲陰流として伝承されていた。この系統は後に水戸藩に伝わり真陰流となり、幕末に水府流に併合された。
疋田景兼の直弟子としては、真里谷城主の真里谷清雲（武田信高）、岡山藩の香取左衛門、岡山藩、後に鳥取藩の猪多伊折佐、広島藩の寺沢半平（中井新八の弟子とも）、岩国藩の坂井半介、福岡藩の管和泉、唐津藩や柳川藩の中井新八、熊本藩の上野左右馬助などの名が残っており、それぞれの流派の末裔は江戸後期まで存在していたようである。特に猪多伊折佐が工夫した疋田流槍術は猪多がいた岡山、鳥取だけではなく四国、九州、関東、仙台などにも伝わった。

## 現存の疋田景兼系統の武術流派
現在伝承されていると思われるものは以下のとおりである（ただしこれら以外にも伝わっている可能性はある）。

### 肥後藩の系統
細川家仕官時代の景兼の弟子の上野左右馬助から伝えられた系統が、細川家が熊本に移封したことにより、熊本藩で伝えられていた。同系統では江戸時代中期に上野家から藩の師範家を継いだ和田家、上野家の弟子筋から独立した横田家、速水家、戸波家、林家の五師範家に別れ、和田家の流れが今に伝えられている。いくつかの江戸時代の廻国修行者の記録や肥後武道史によると、江戸時代中期～後期の熊本藩では剣術流派の中で疋田系統の新陰流の師範数が最も多く、また他流派と交流も盛んだったようである。熊本藩では、柳生系統の新陰流を「柳生流」「當流神影流」などとし、疋田系統の新陰流を「新陰流」と呼称している。明治期、熊本の剣術流派の中では和田家系の新陰流が最初に近代剣道の稽古法を取り入れたため、その門下から多くの剣道高段者を輩出した。近年、他の新陰流と区別するために「肥後・新陰流」なる名称も用いられているが、昭和半ばまで流派名は「新陰流」、「新蔭流」が用いられていた。

### 鳥取藩の系統
鳥取藩に伝わった雖井蛙流の松田秀彦（武徳会槍術範士）や武蔵円明流の鈴木卓郎が鳥取藩に伝わった猪多伊折佐の系統の新陰疋田流槍術（疋田流槍術）の師範でもあったが、現在この系統の新陰疋田流槍術は絶えたとされ、薙刀術の一部のみが伝承されている。

### 尾張貫流春風館の系統
赤羽根龍夫によると、尾張貫流槍術春風館ではどのような経緯で伝わったか不明であるが、疋田景兼の系統と称す大太刀を使用した三学、燕飛が行われているが、内容は柳生の勢法を大太刀にて遣っているようである。またビデオ「日本の古武道　尾張貫流槍術」や演武会での解説などによると、春風館では新陰流槍術が伝承されているという。尾張貫流九代目坂田新による記事（秘伝古流武術第五号）によると、この新陰流槍術は大太刀とは違い戦前の武徳会での鳥取藩伝の新陰疋田流槍術との交流を経て伝わった疋田流の槍術形であるという。

### 古武道統成会
雑誌『極意』の記事によると、空手家の藤本貞治（国際空手道尚武会会長）が古武道統成会という団体で疋田陰流剣術を学んだという。藤本が学んだ疋田陰流は指切を特徴としているというが伝系は不明である。